# Лазающие полозы
Ла́зающие по́лозы, или крыси́ные зме́и (лат. Elaphe) — род змей из семейства ужеобразных (Colubridae). Известны начиная со среднего миоцена Северной Америки и верхнего миоцена Восточной Европы. Сейчас они распространены достаточно широко: в Северной и Центральной Америке, Азии, Южной и Центральной Европе.

## Описание
Лазающие полозы хорошо отличаются от настоящих строением зубной системы. Верхнечелюстные зубы у них одинаковой длины на протяжении всего непрерывного ряда, состоящего из 12—22 зубов. Однако на нижней челюсти передние зубы крупнее остальных. На дорсальной (спинной) стороне крыловидных костей гребней нет. Боковые края лобного щитка у палеарктических видов обычно прямые. Лазающие полозы характеризуются также парными подхвостовыми щитками, округлым зрачком, гладкой или слаборебристой чешуёй с двумя апикальными ямками. Их голова вполне обособлена от туловища шейным перехватом. Анальный щиток разделён. От глаза к углу рта у многих видов тянется тёмная (чёрная) полоска. Ноздря расположена между двумя носовыми щитками.
Лазающие полозы обитают преимущественно в аридных (засушливых) ландшафтах или тропических лесах, ведя обычно древесный образ жизни (тем не менее, полоз Шренка живёт в основном во влажном умеренном климате). Питаются мелкими позвоночными животными. Добычу умерщвляют, как удавы, сдавливанием её кольцами своего тела. У многих видов наблюдается специализация питания: ящерицами (заурофагия) или яйцами птиц (оофагия). В последнем случае, скорлупу яиц они продавливают через стенку пищевода нижними отростками позвонков (гипапофизами) и всасывают содержимое.

## Таксономия

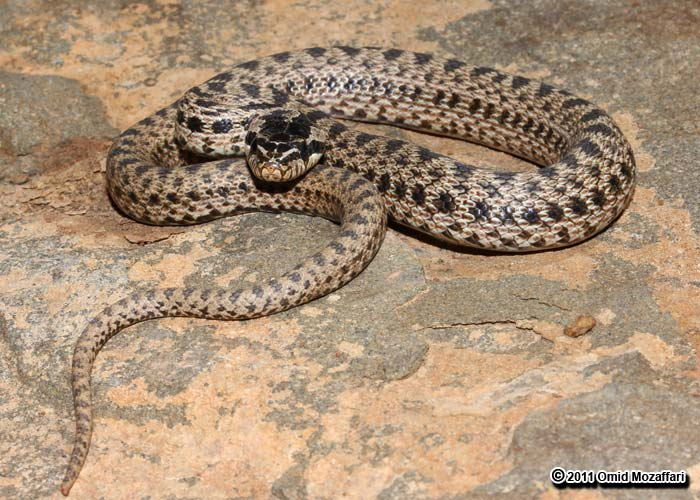
Палласов полоз

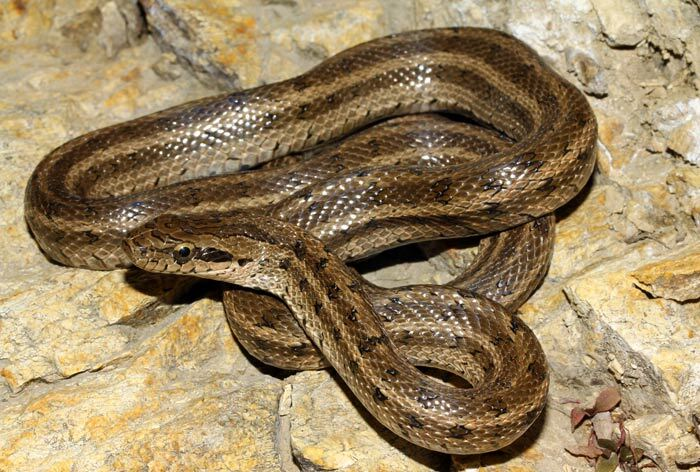
Узорчатый полоз

По состоянию на март 2023 года в состав рода включают 18 видов:
- Elaphe anomala
- Elaphe bimaculata — Двухпятнистый лазающий полоз
- Elaphe cantoris
- Elaphe carinata — Килеватый лазающий полоз, или килеватая змея
- Elaphe climacophora — Островной полоз
- Elaphe davidi — Крысиная змея Давида
- Elaphe dione — Узорчатый полоз
- Elaphe druzei
- Elaphe hodgsoni
- Elaphe moellendorffi
- Elaphe quadrivirgata — Малочешуйчатый полоз[4], или малочешуйчатый лазающий полоз
- Elaphe quatuorlineata — Четырёхполосый лазающий полоз
- Elaphe sauromates — Палласов полоз[4]
- Elaphe schrenckii — Амурский полоз[4], или амурский лазающий полоз, или полоз Шренка
- Elaphe taeniura
- Elaphe urartica
- Elaphe xiphodonta[5]
- Elaphe zoigeensis

Ранее род рассматривался гораздо шире, в него включаются роды Pantherophis, Zamenis и другие. В частности, к данному ранее относили обитающие на территории бывшего СССР виды закавказский полоз, японский полоз, эскулапов полоз, персидский полоз, леопардовый полоз, тонкохвостый полоз.